# Marzia Fontana
Marzia Fontana (Arezzo, 4 agosto 1976) è un'attrice e conduttrice televisiva italiana.

## Biografia
Nata in Toscana durante l'infanzia trasloca praticamente ogni anno per seguire il padre Pietro Fontana nella attività lavorativa di calciatore e allenatore di calcio, girando e vivendo in quasi tutta Italia. A 19 anni comincia a lavorare in pubblicità a Milano per poi trasferirsi a Roma, parallelamente studia all'università conseguendo la laurea Magistrale in Economia e Commercio con Master in Legislazione Ambientale.
Comincia la sua carriera d'attrice girando degli spot pubblicitari, fino a ottenere il ruolo di Paola Ruggeri, la protagonista della prima soap opera di Rai Uno, Ricominciare. Seguono altri ruoli in Don Matteo, Carabinieri, al cinema in L'amore ritrovato di Carlo Mazzacurati, Io & Marilyn di Leonardo Pieraccioni. Ha lavorato anche come presentatrice per l'emittente RTV 38 e HSE24.
Oggi vive tra Roma e la Toscana dove dirige la Talent Center, scuola per giovani leve dello spettacolo. Nel 2011 viene eletta consigliere comunale ad Arezzo nelle liste del Partito Democratico ed è stata Responsabile Provinciale PD per la Tutela e Benessere Animale.
Sempre nel 2011 riceve il titolo di "Cavaliere dello Sport" dall'Ordine dei Cavalieri dello Sport per il suo impegno nel settore culturale e sociale.

## Filmografia

### Cinema
- Un tè con Mussolini, regia di Franco Zeffirelli (1998)
- L'amore ritrovato, regia di Carlo Mazzacurati (2004)
- Io & Marilyn, regia di Leonardo Pieraccioni (2009)
- Isabella De Rosis: vita d'amore, regia di Geo Coretti (2011)
- Un eroe del nostro tempo, regia di Marco Costa (2012)

### Fiction TV
- Ricominciare regia di Vincenzo Verdecchi e Marcantonio Graffei - soap opera (2000-2001)
- Al posto tuo (2006)
- Don Matteo 5, regia di Elisabetta Marchetti - Serie TV (2006)
- Carabinieri 7, regia di Raffaele Mertes - Serie TV (2007)[8]
- Annozero - Minifiction all'interno del programma omonimo (2009)
- Don Matteo 7, regia di Lodovico Gasparini - Serie TV (2009)
- Rex, regia di Marco Serafini - Serie TV (2010)
- Distretto di Polizia 11, regia di Alberto Ferrari – Serie TV, episodio 11x01 (2011)
- Il restauratore, regia di Enrico Oldoini - Serie TV (2013)
- Matrimoni e altre follie, regia Laura Muscardin - Serie TV (2015)[9]
- L'altro ispettore, regia Paola Randi - Serie TV (2024)

### Programmi TV
- Zona 38 - Programma in diretta sul calcio di serie A e B trasmesso da RTV 38 (2007/2008)
- Idea week-end - Rubrica su RTV 38 (2006/2009)
- Area 24 - Programma musicale sul portale Alice (2009)[10]
- HSE24 - Presentatrice (2012-in corso)

### Videoclip
- Danza di mezzanotte, di Fabio Roveroni, regia di V. Morini (1999)

### Cortometraggi
- Ennui, regia di V. Morini (1998)
- E si potevano mangiare anche le fragole, regia di L. Padrini (2002)
- Fantasia, regia di M. Sassoli (2003) - Terzo premio al concorso "Ciak si gira"
- Lo specchio, regia di L. Giacinti e P. La Cola (2004), Primo premio al concorso "Ciak si gira"
- Locanda le tre sorelle, regia di M. Massa (2004)
- L'impresa in rosa, regia di F. Faralli (2006) - Candidato al David di Donatello

### Teatro
- Due anni dopo - Musical di Nizza e Morbelli, regia di A. Viviani (1997)
- Lungo pranzo di Natale, di Thornton Wilder, regia di Antonio Viviani (1997)
- Guerrin Meschino, di Andrea da Barberino, regia di A. Viviani (1998)
- Farse del secolo d'oro, di La Barea, regia di A. Viviani (1998)
- Paris belle epoque, di Hervè e Feydeau, regia di A. Viviani (1999)
- Sogno di una notte di mezza estate, di William Shakespeare, regia di A. Viviani (2002)
- Il teatro e il sacro, regia di S. Ferrini e V. Viviani (2003)
- Guanciali di terra - Recital poesie di C. Accardo, regia di E. Biagianti (2004)
- Un giovane dal rosso mantello, regia di A. Viviani (2004)
- Il re muore, regia di A. Camobreco (2005/2006)
- Al cuore dello stato, regia Attilio Vergni (2008)

### Regie teatrali
- Segni d'amore, regia di Marzia Fontana  - Recital (2004)
- Solstizio d'estate - Notte di poesia e musica, regia di Marzia Fontana  - Recital (2005)
- Premio di poesia Giulio Salvatori, regia di Marzia Fontana  - Recital (2005)
- Tutto gratis, commedia con regia di Marzia Fontana (2008)
- Dal provino alla prima, commedia scritta e diretta da Marzia Fontana (2009)
- Il Rompiballe, regia Marzia Fontana (2010)
- …e vissero felici e scontenti, regia Marzia Fontana (2010)
- Il Fantasmino e le lame dello Yughernal, musical per bambini scritta e diretta da Marzia Fontana (2010)
- FaceBook, scritto e diretto da Marzia Fontana (2011)
- Venerdì 17,  scritto e diretto da Marzia Fontana (2011)
- La soffitta incantata, (2011)
- Celestiali Virtù,  scritto e diretto da Marzia Fontana (2012)
- Visita di Condoglianze,  regia Marzia Fontana (2012)
- Due Universi,  scritto e diretto da Marzia Fontana (2012)
- I complessi,  regia Marzia Fontana (2012)
- Venerdì 17,   scritta e diretta da Marzia Fontana (2012)
- Il Fantasmino e le lame dello Yughernal, musical per bambini scritta e diretta da Marzia Fontana (2012)
- Che dramma 'sto musical,   scritta e diretta da Marzia Fontana (2013)
- Sarto per signora,   regia Marzia Fontana (2013)

## Premi
- 1998 – "Fantastica Show-Girl"
- 2008 – "Romolo Balzani" come Attrice, Presentatrice e Regista emergente
- 2011 – "Cavaliere dello Sport" dall'Ordine dei Cavalieri dello Sport per il suo impegno nel settore culturale e sociale[11]